# Hydraena balfourbrownei
Hydraena balfourbrownei är en skalbaggsart som beskrevs av Bameul 1986. Hydraena balfourbrownei ingår i släktet Hydraena och familjen vattenbrynsbaggar. Inga underarter finns listade i Catalogue of Life.